# Catoptometra hartlaubi
Catoptometra hartlaubi is een haarster uit de familie Zygometridae.
De wetenschappelijke naam van de soort werd in 1907 gepubliceerd door Austin Hobart Clark.